# Hejnał mariacki
Hejnał mariacki – melodia w tonacji F-dur grana co godzinę z północnej wieży kościoła pw. Wniebowzięcia Najświętszej Marii Panny w Krakowie przez trębacza. Raz dziennie, w południe, jest transmitowana przez Program I Polskiego Radia oraz Regionalną rozgłośnię w Krakowie. Dwudziestoczterogodzinne dyżury pełni jednocześnie dwóch hejnalistów, strażaków Państwowej Straży Pożarnej wykonując utwór po 48 razy w ciągu doby. O każdej pełnej godzinie hejnał rozbrzmiewa czterokrotnie w różne strony świata.

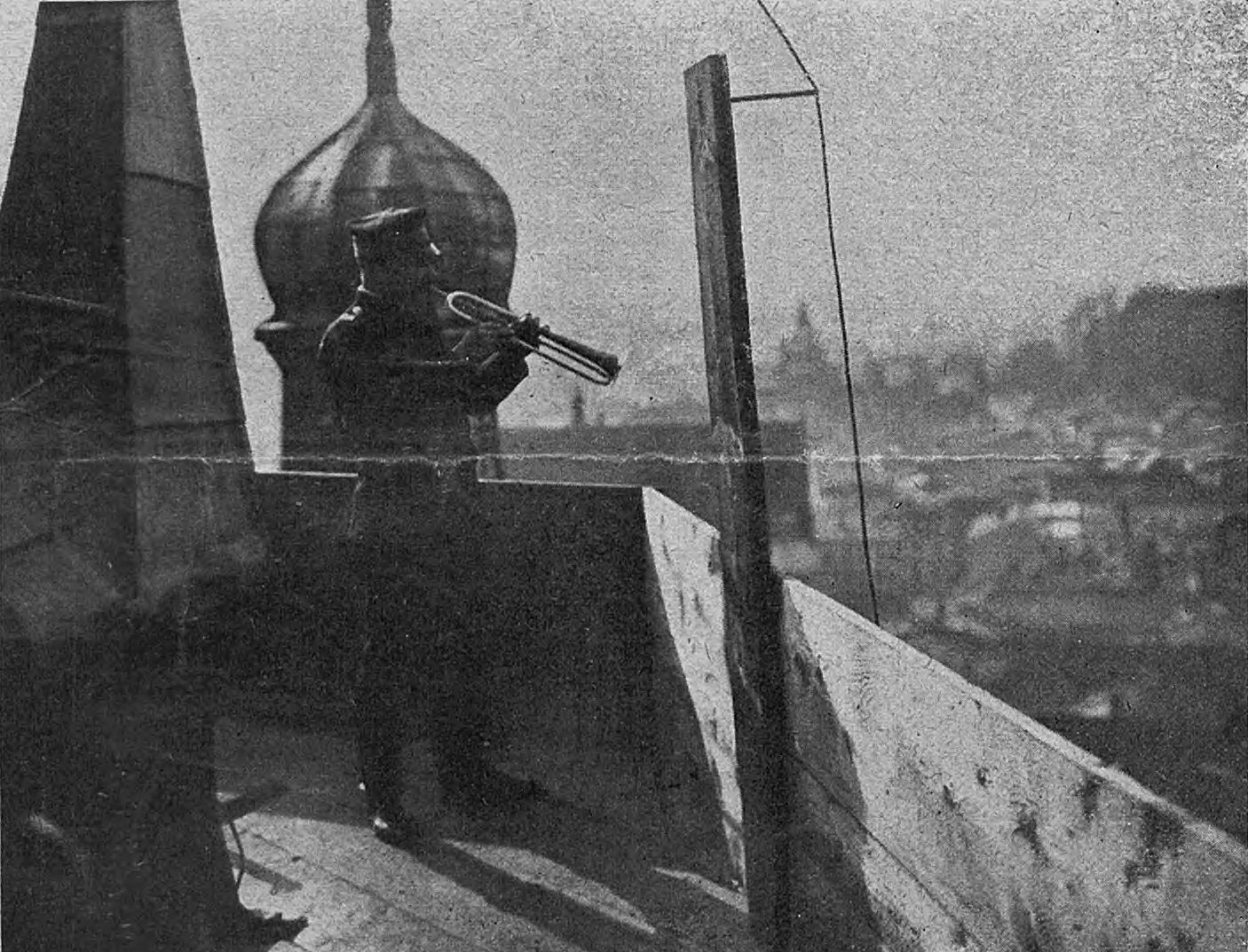
Strażak-hejnalista w 1913

## Historia
Najwcześniejsza pisemna wzmianka o Hejnale pojawia się w miejskich rejestrach płac z 1392 roku, w których miasto wynagradza strażników oraz trębacza z wieży kościoła Mariackiego, którzy prawdopodobnie obserwowali Kraków ostrzegając przed pożarem lub nadejściem obcych wojsk. Tak jak w wielu ówczesnych europejskich miastach trębacz codziennie rano i wieczorem dawał sygnał do otwarcia i zamknięcia miejskich bram. Nie wiadomo, czy już wtedy była to ta konkretna melodia.
Hejnał mariacki, grany początkowo tylko w południe, od 13 lutego 1838 wyznaczał punktualnie godzinę dwunastą. W ten sposób Kraków był pierwszym polskim miastem, w którym podawano dokładny czas. Miasto zawdzięczało to profesorowi Maksymilianowi Weissowi, dyrektorowi Obserwatorium Astronomicznego Uniwersytetu Jagiellońskiego w Krakowie.
Czas z krakowskiego obserwatorium podawany był za pomocą radia na całą Polskę. Ostatni sygnał czasu z Krakowa nadano 1 kwietnia 1984 roku. Ponieważ był zbyt kosztowny, od tej pory transmitowano go z Warszawy. Bezpośrednio po nim płynęła grana na żywo melodia hejnału z wieży kościoła mariackiego. Pierwszy raz melodia w Polskim Radiu popłynęła 16 kwietnia 1927 roku. Obecnie sygnał czasu nadawany z Laboratorium Czasu i Częstotliwości Głównego Urzędu Miar oraz hejnał transmitowane są codziennie w Programie I Polskiego Radia.
W dniu 31 grudnia 1993 roku dzięki inicjatywie czasopisma „Przekrój" hejnał mariacki po raz pierwszy w historii został zagrany przez kobietę – Annę Kulę, która to zdradziła w wywiadzie dla „Kroniki" Telewizji Kraków że była jedyną osobą w Krakowie która to mogła dostąpić tego zaszczytu. Zdarzenie to (łamiące po ponad 700 latach męską tradycje grania hejnału) zbiegło się jednocześnie z inauguracją samodzielnego nadawania programu własnego Telewizji Kraków (czyli dzisiejszej TVP3 Kraków) gdzie transmisja zagrania hejnału była pierwszą wyemitowaną audycją na antenie tej stacji.

## Legenda

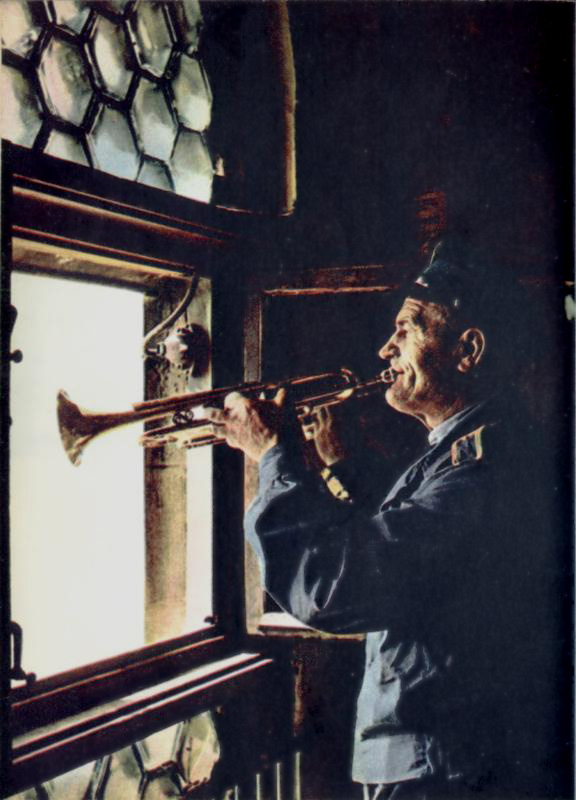
Hejnalista

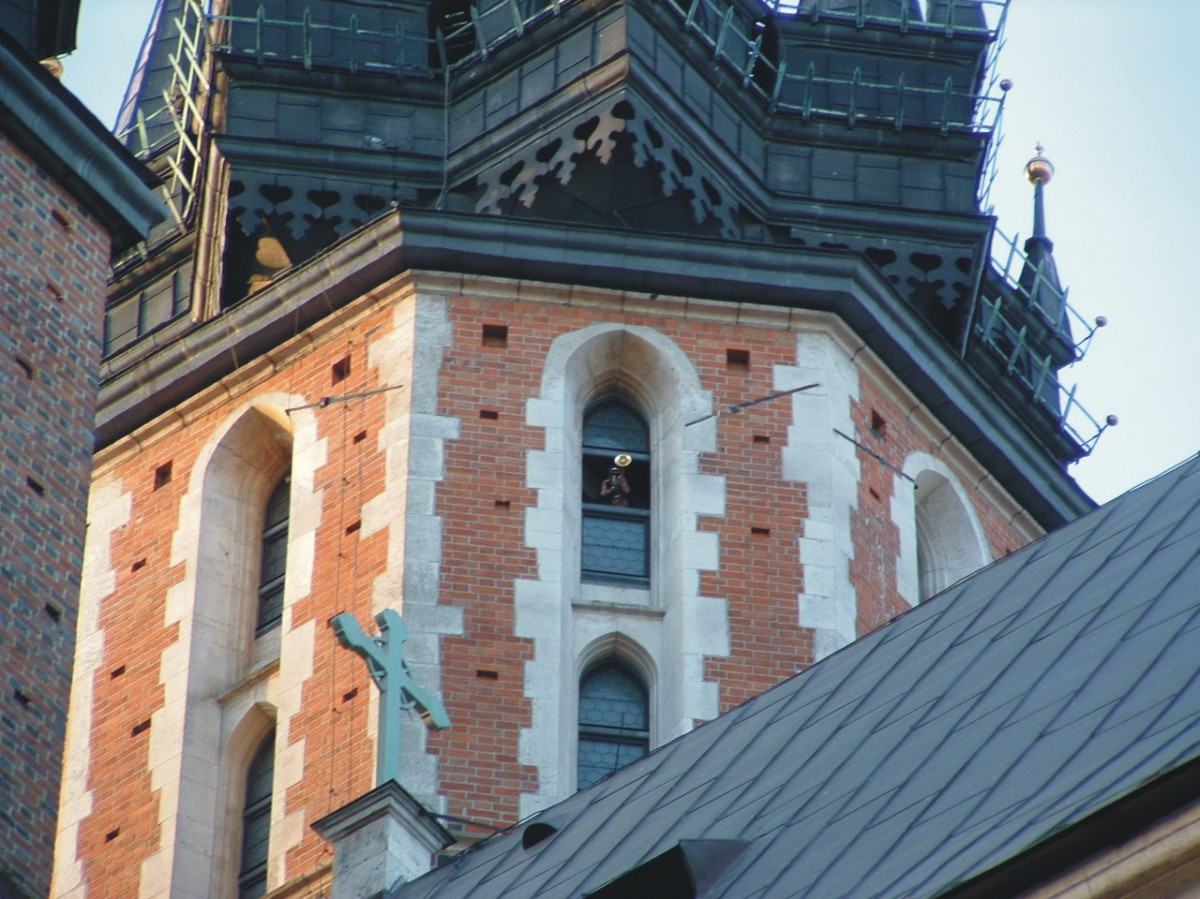
Hejnał – granie dla króla

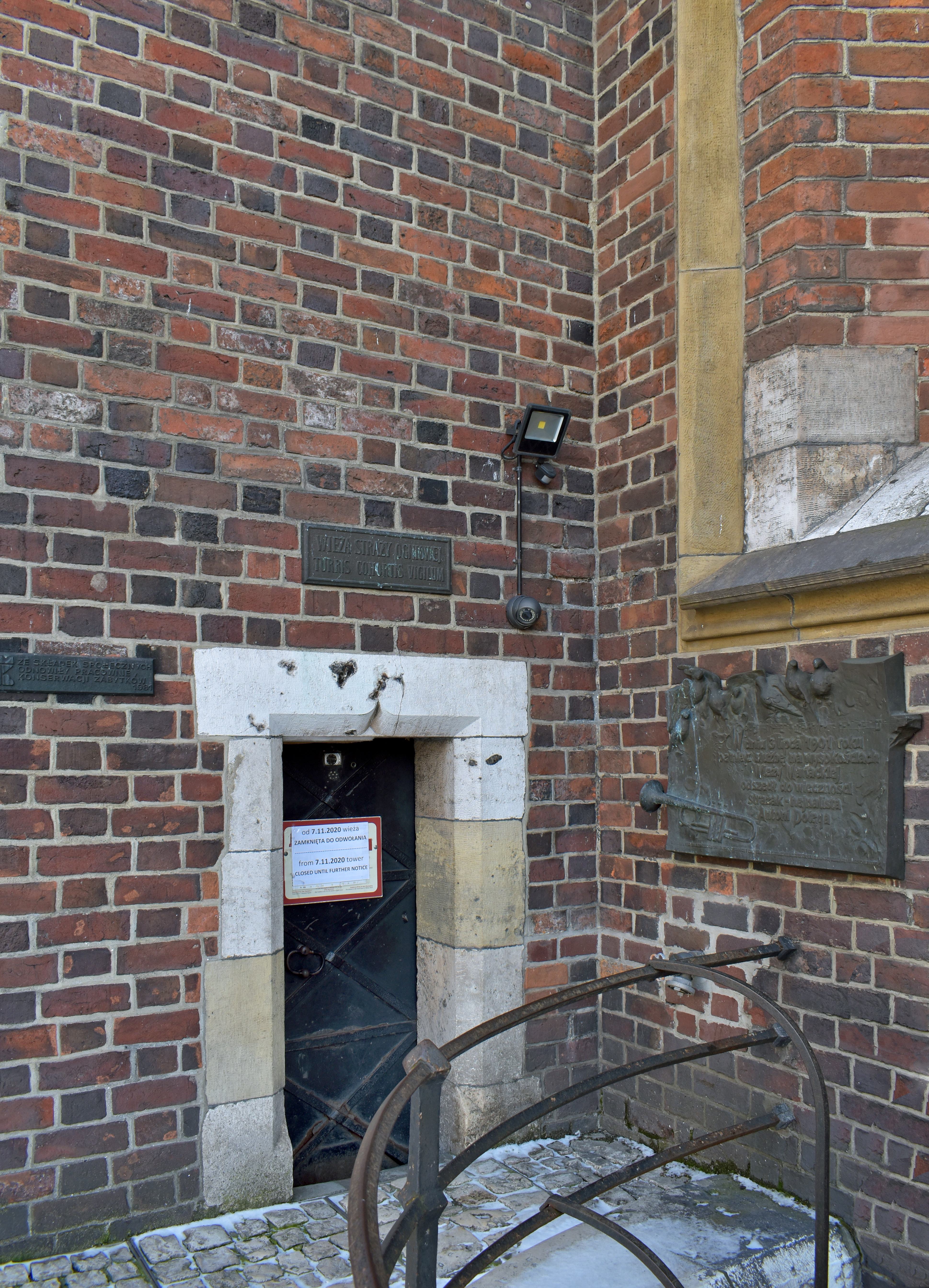
Wejście na wieżę mariacką (wieżę straży ogniowej).

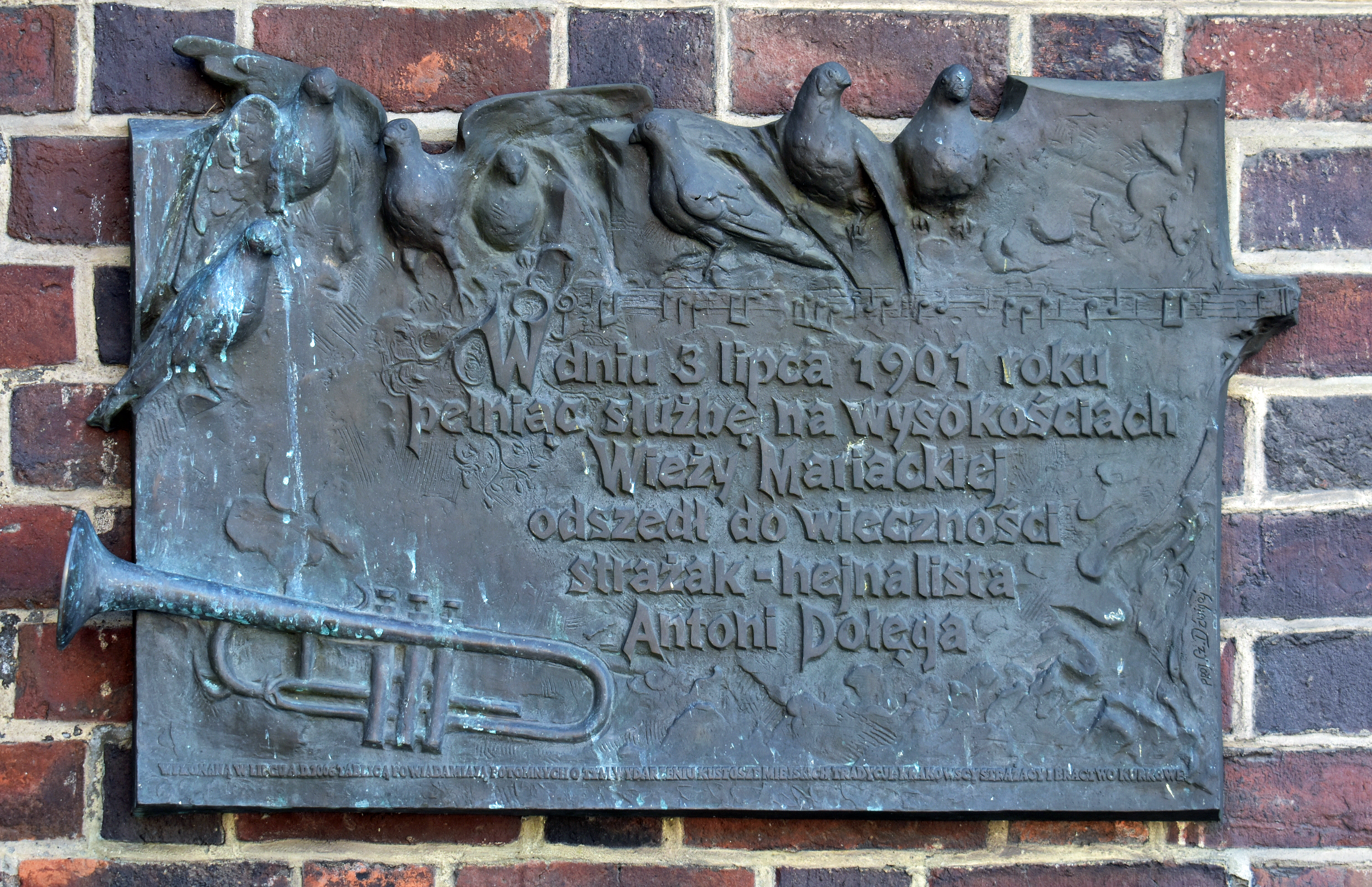
Tablica pamiątkowa poświęcona Antoniemu Dołędze strażakowi -hejnaliście zmarłemu podczas grania hejnału.

O tym, dlaczego melodia hejnału nagle urywa się, jakby była nie zagrana do końca, głosi legenda:

Kościół Mariacki, mający dwie wieże, był miejscem ważnym dla Krakowa. Z wyższej, zwanej hejnalicą (która jest zarazem najwyższą wieżą w mieście) przed wiekami strażnik miejski trąbką dawał sygnał rano do otwierania, zaś wieczorem do zamykania bram grodu, ale nie tylko. Trąbił na alarm, gdy dostrzegł pożar lub zbliżającego się wroga. Pewnego razu, gdy Tatarzy, którzy bardzo często napadali na południową Polskę, doszli pod Kraków, a strażnik zaczął grać hejnał. Zdążono zamknąć bramy miejskie, ale tatarska strzała przebiła gardło polskiego hejnalisty, nim skończył melodię. Na pamiątkę tego zdarzenia melodia już zawsze urywa się.

Historia ta nie jest bardzo stara, została wymyślona w latach 20. XX wieku. Jej autorką jest Aniela Pruszyńska, która – podczas kolacji z Erikiem P. Kellym – w odpowiedzi na pytanie swojego gościa dlaczego melodia hejnału tak nagle się urywa – naprędce skonfabulowała historię o tatarskiej strzale. W formie pisanej legenda po raz pierwszy jest wzmiankowana w powieści Erica P. Kelly’ego Trębacz z Krakowa z 1928.

## Odniesienia

### Trębacz z Samarkandy(opowiadanie Ksawerego Pruszyńskiego)
Badania nad źródłami legendy są przedmiotem opowiadania Trębacz z Samarkandy, Ksawerego Pruszyńskiego. Stylizowana na wspomnienia o sowieckim epizodzie Armii Andersa fikcja literacka zawiera m.in. rzekomą relację zmobilizowanego polskiego historyka, który w Samarkandzie jakoby poznał tamtejszą legendę o nieudanej napaści na obce miasto, podczas której tatarska strzała miała przeszyć gardło trębacza, alarmującego mieszkańców.   

### Bitwa pod Monte Cassino

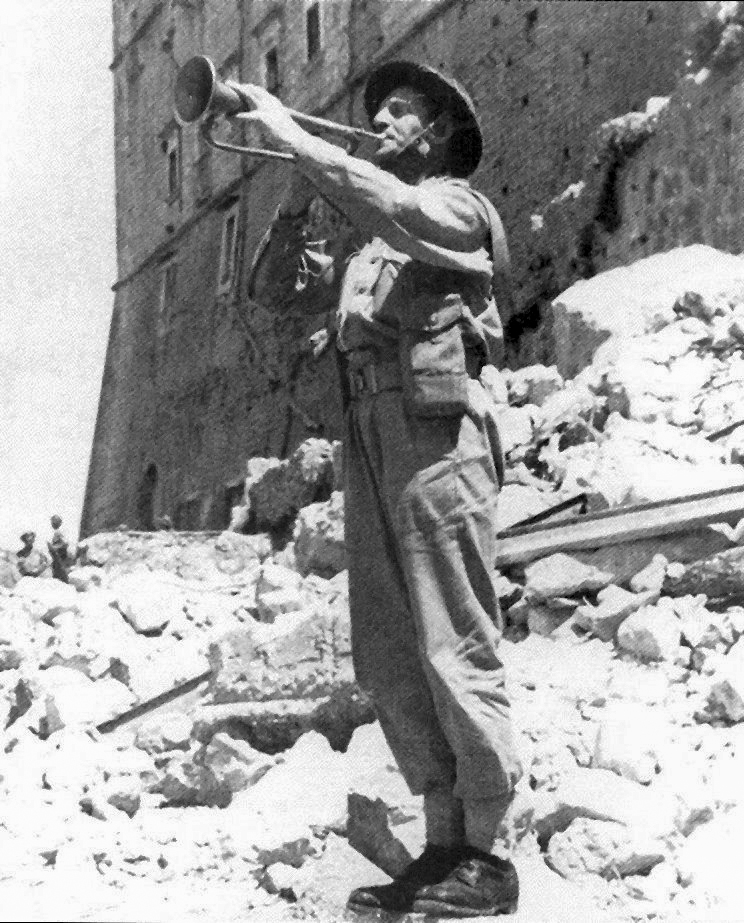

Melodia hejnału towarzyszyła Polakom w ważnych wydarzeniach dziejowych: 18 maja 1944 w samo południe na Monte Cassino odegrany został przez plut. Emila Czecha hejnał mariacki, ogłaszając zwycięstwo w tej bitwie polskich żołnierzy.

### Inne
W 1961 roku cenzura komunistyczna na krótki czas zażądała zmiany oficjalnej nazwy hejnału z „mariacki” na „krakowski”.
Hejnałem na tysiąc trąb 11 czerwca 2000 roku bito rekord do Księgi Guinnessa, dokładnie w samo południe, na krakowskim Rynku Głównym. W trąby zadęło blisko 2000 trębaczy. Okazją zgromadzenia tak wielkiego zespołu były trwające właśnie w Krakowie coroczne Międzynarodowe Spotkania Orkiestr Wojskowych. Razem z polskimi trębaczami, grali hejnał żołnierze brytyjscy, belgijscy i hiszpańscy. Na trąbkach zagrali również trębacze cywilni, najstarszy miał 79 lat, a najmłodszy nie ukończył ośmiu.
Z wieżą mariacką od trzech pokoleń związany jest ród Kołtonów. W październiku 2004 roku po 33 latach grania hejnału odszedł na emeryturę Jan Kołton. Jego ojciec był hejnalistą przez 35 lat. Od stycznia 2005 roku rodzinną tradycję kontynuuje syn Jana Kołtona. W latach 1958–1970 drugim hejnalistą był Konstanty Małek, strażak i trębacz – jeden ze współtwórców pierwszej Orkiestry Dętej w podkrakowskich Zielonkach.
Hejnał w Krakowie jest częścią tradycji miasta, jednym z jego symboli. Podczas festiwalu Młodzi Kraków 2000, kiedy w jednym dniu w trzech różnych miejscach odbyły się 3 koncerty prezentujące różne style, hejnał – wykonany na początku każdego z nich – był elementem spajającym owe wydarzenia.
Nietypowym, jedynym w historii hejnału, było jego wykonanie jednocześnie przez czterech hejnalistów. Okazją była 130 rocznica Krakowskiej Zawodowej Straży Pożarnej obchodzona 5 czerwca 2003 roku. Transmisję na żywo granego na cztery strony świata hejnału przeprowadził Program I Polskiego Radia.
Hejnał grany jest nieprzypadkowo cztery razy i na cztery strony świata: pierwszy raz w stronę Wawelu, dla króla (kierunek południowy). Drugi raz: w stronę Magistratu, dla Burmistrza (na zachód). Trzecie trąbienie jest dla Gości, a więc na północ, w kierunku Barbakanu, a ostatnie – dawniej dla kupców, a teraz dla Komendanta Straży, na Mały Rynek.
Do izdebki na górze prowadzi 239 schodów, których pokonanie przeciętnie zajmuje hejnaliście około 2 minuty i 30 sekund.

## Inne utwory

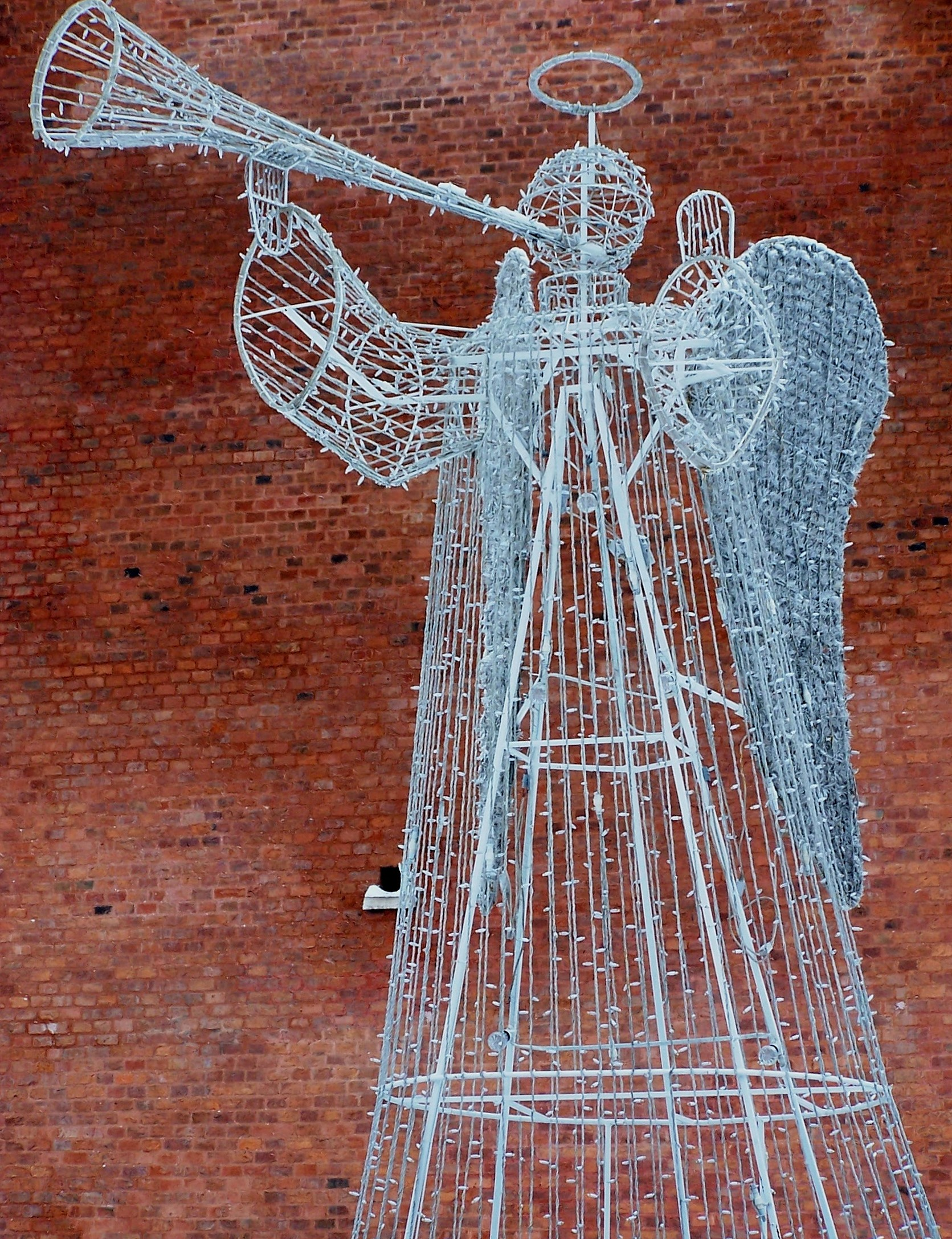
Hejnalista anioł przy Wawelu

Krakowscy strażacy z wieży mariackiej odgrywają żałobną pieśń Łzy Matki podczas żałoby narodowej. Dotychczas grana była:
- 3 kwietnia 2005 o 12:00 zamiast hejnału – po śmierci papieża Jana Pawła II;
- styczeń 2008 – po katastrofie wojskowego samolotu CASA w Mirosławcu;
- 11 kwietnia 2010 o 12:02 – po katastrofie prezydenckiego samolotu pod Smoleńskiem.

Z wieży grane są również inne pieśni, zazwyczaj w dniu pogrzebu ludzi kultury związanych z Krakowem lub innych wydarzeń i rocznic:
- 17 października 2006 – utwór „Ocalić od zapomnienia” M. Grechuty podczas jego uroczystości pogrzebowych;
- 13 czerwca 2006 roku – hymn Cracovii z okazji 100 lecia klubu;
- 8 lipca 2011 – utwór „Hallelujah” z repertuaru Leonarda Cohena podczas uroczystości pogrzebowych Macieja Zembatego;
- 2 czerwca 2004 – hejnał Sosnowca[11];
- 9 lutego 2012 – podczas uroczystości pogrzebowych Wisławy Szymborskiej trębacz zagrał melodię do jednego z jej wierszy, „Nic dwa razy”;
- 18 maja 2014 – utwór „Czerwone maki na Monte Cassino” – w 70. rocznicę bitwy o Monte Cassino[12];
- 30 maja 2017 – utwór „What a Wonderful World” podczas uroczystości pogrzebowych Zbigniewa Wodeckiego;
- 19 stycznia 2019 – utwór „The Sound of Silence” podczas uroczystości pogrzebowych zamordowanego prezydenta Gdańska Pawła Adamowicza;
- 18 maja 2019 – po hejnale utwór „Czerwone maki na Monte Cassino” – w 75. rocznicę bitwy o Monte Cassino;
- 3 marca 2022 – hymn Ukrainy, jako wyraz solidarności, w ósmym dniu inwazji Rosji na Ukrainę.